# Diplectrum maximum
Diplectrum maximum là một loài cá biển thuộc chi Diplectrum trong họ Cá mú. Loài này được mô tả lần đầu tiên vào năm 1946.

## Phân bố và môi trường sống
D. maximum có phạm vi phân bố rộng rãi ở Đông Thái Bình Dương. Loài này được tìm thấy từ phía nam bán đảo Baja California và vịnh California, dọc theo bờ biển Trung Mỹ và Nam Mỹ trải dài đến phía bắc Peru. D. maximum sống xung quanh các rạn san hô ở vùng đáy cát hoặc bùn, độ sâu khoảng từ 130 m trở lại.

## Mô tả
D. maximum trưởng thành có chiều dài cơ thể lớn nhất đo được là 37 cm, và cũng có kích thước lớn nhất so với các loài trong chi Diplectrum. Đầu và thân có màu xám đen, ngoại trừ vùng màu trắng từ dưới miệng đến bụng. Một đốm lớn màu xám đậm trên nắp mang. Thân trên màu nâu sẫm, có sọc màu nhạt dọc lưng. Vây lưng màu lam xám với dải màu nâu đỏ ở giữa vây và dải màu xanh lam ngoài cùng. Vây đuôi màu xám đậm. Vây hậu môn màu xám nhạt. Phía trước vây bụng màu xám đen. Vây ngực màu nâu vàng nhạt. Cá con sậm màu hơn: thân trên màu nâu sẫm, có một dải sọc trắng, và một hàng các đốm trắng giữa thân.
Số gai ở vây lưng: 10; Số tia vây mềm ở vây lưng: 12; Số gai ở vây hậu môn: 3; Số tia vây mềm ở vây hậu môn: 7; Số tia vây mềm ở vây ngực: 16 - 18; Số vảy đường bên: 48 - 50; Số lược mang: 17 - 21.